# Moechotypa coomani
Moechotypa coomani là một loài bọ cánh cứng trong họ Cerambycidae.